# 袁昌祚
袁昌祚（1535年—1616年），字茂文，號莞沙，廣東廣州府東莞縣人，民籍，明朝政治人物。

## 生平
原名袁炳。嘉靖三十四年（1555年）中式乙卯科廣東鄉試第一名舉人（解元）。隆慶五年（1571年），登辛未科第二甲第二十七名進士，工部觀政，授左州知州，萬曆元年（1573年）调夷陵州，五年升户部员外郎，八年升广西提学佥事，陳議“恤民困、正士习、罢互市、通漕河”之計，复任福建佥事，萬曆十一年（1583年）三月升四川右參議。萬曆十七年起湖广参议，同年父亲去世丁憂，遂不再出仕。晚年周游名山三十餘年。

## 著作
著有《乐律考》、《莞沙文集》十卷、《广东通志》等。曾与东莞同乡袁應文一同倡建榴花塔。

## 家族
曾祖父袁誧；祖父袁大初；父袁寵，母李氏；繼母李氏。具庆下。兄昌祉。